# Amálie
Amálie (vyskytuje se též jako Amalie nebo Amalia) je staré jméno germánského původu. Vykládá se jako pracovitá (ze starogermánského Amal - práce, činnost). Podle českého občanského kalendáře má jmeniny společně s Libuší 10. července. Cizojazyčná varianta jména je Amalberga.
Formálně podobné je indické jméno Amala, což znamená čistá, ryzí v sanskrtu.
Variantou je jméno Amélie. 
Domácké podoby jména jsou Amálka a Málinka, dříve též Mali, Málka.

## Statistické údaje

### Pro jméno Amálie
Následující tabulka uvádí četnost jména v ČR a pořadí mezi ženskými jmény ve srovnání dvou roků, pro které jsou dostupné údaje MV ČR – lze z ní tedy vysledovat trend v užívání tohoto jména:
| Rok       | Četnost   | Pořadí   |
| 1999      | 1015      | 219.     |
| 2002      | 947       | 226.     |
| Porovnání | o 68 méně | o 7 hůře |
| 2006      | 1246      | 218.     |
|           |           |          |

Změna procentního zastoupení tohoto jména mezi žijícími ženami v ČR (tj. procentní změna se započítáním celkového úbytku žen v ČR za sledované tři roky 1999-2002) je -6,0%.

### Pro jméno Amalie
| Rok       | Četnost    | Pořadí    |
| 1999      | 888        | 232.      |
| 2002      | 785        | 243.      |
| Porovnání | o 103 méně | o 11 hůře |
| 2006      | 573        | 311.      |

Změna procentního zastoupení tohoto jména mezi žijícími ženami v ČR (tj. procentní změna se započítáním celkového úbytku žen v ČR za sledované tři roky 1999-2002) je -10,9%, což svědčí o poměrně značném poklesu obliby tohoto jména.

## Známé nositelky jména
- Svatá Amalberga – více světic
- bl. Amalia Abad Casasempere (1897-1936)

panovnice a šlechtičny
- Amálie Augusta Bavorská (1801-1877) – bavorská princezna a saská královna
- Amálie Cádizská (1834-1905) – princezna z Bourbonské dynastie, malířka a manželka bavorského prince Vojtěcha
- Amálie Luisa Arenberková (1789-1823) – bavorská vévodkyně
- Amálie Oldenburská (1818-1875) – oldenburská vévodkyně a královna manželka Řecka
- Amálie zu Solms-Braunfels (1602-1675) – manželka Frederika Hendrika Oranžského, nizozemského místodržitele
- Amálie Vilemína Brunšvicko-Lüneburská (1673–1742) – manželka císaře Josefa I.
- Amálie Andělová - dcera moderátora Pavla Anděla, herečka

ostatní
- Amália Rodrigues – portugalská zpěvačka
- Amalia García – mexická politička
- Amálie Kutinová – česká spisovatelka

jiný význam
- víla Amálka, jedna z pohádkových postaviček Václava Čtvrtka

## Zajímavost
Jméno mělo vysokou frekvenci u příslušnic dánského a německých panovnických rodů. Královská rezidence v Kodani, palác Amalienborg, nese jméno dánské královny Žofie Amálie Brunšvické (1628-1685), jež ho nechala vybudovat.